# La Bien-aimée du mécanicien Gavrilov
Pour plus de détails, voir Fiche technique et Distribution.
La Bien-aimée du mécanicien Gavrilov (Любимая женщина механика Гаврилова, Lyubimaya zhenshchina mekhanika Gavrilova) est un film soviétique réalisé par Piotr Todorovski, sorti en 1981.

## Fiche technique
- Photographie : Evgeni Gouslinski
- Musique : Alekseï Majoukhov
- Décors : Evgeni Tcherniaiev, Ganna Ganevskaia, T. Prochina
- Montage : Roza Rogatkina